# Aspidosperma
Aspidosperma är ett släkte av oleanderväxter. Aspidosperma ingår i familjen oleanderväxter.

## Dottertaxa tillAspidosperma, i alfabetisk ordning[1]
- Aspidosperma album
- Aspidosperma araracanga
- Aspidosperma auriculatum
- Aspidosperma australe
- Aspidosperma camporum
- Aspidosperma capitatum
- Aspidosperma carapanauba
- Aspidosperma cruentum
- Aspidosperma cuspa
- Aspidosperma cylindrocarpon
- Aspidosperma darienense
- Aspidosperma decussatum
- Aspidosperma desmanthum
- Aspidosperma discolor
- Aspidosperma dispermum
- Aspidosperma eburneum
- Aspidosperma eteanum
- Aspidosperma excelsum
- Aspidosperma fendleri
- Aspidosperma glaucum
- Aspidosperma gomezianum
- Aspidosperma helstonei
- Aspidosperma illustre
- Aspidosperma ingratum
- Aspidosperma inundatum
- Aspidosperma leucocymosum
- Aspidosperma limae
- Aspidosperma macrocarpon
- Aspidosperma macrophyllum
- Aspidosperma marcgravianum
- Aspidosperma megalocarpon
- Aspidosperma megaphyllum
- Aspidosperma multiflorum
- Aspidosperma myristicifolium
- Aspidosperma nanum
- Aspidosperma neblinae
- Aspidosperma nemorale
- Aspidosperma nigricans
- Aspidosperma nobile
- Aspidosperma oblongum
- Aspidosperma obscurinervium
- Aspidosperma olivaceum
- Aspidosperma pachypterum
- Aspidosperma parvifolium
- Aspidosperma pichonianum
- Aspidosperma polyneuron
- Aspidosperma pyricollum
- Aspidosperma pyrifolium
- Aspidosperma quebracho-blanco
- Aspidosperma ramiflorum
- Aspidosperma resonans
- Aspidosperma riedelii
- Aspidosperma rigidum
- Aspidosperma salgadense
- Aspidosperma sandwithianum
- Aspidosperma schultesii
- Aspidosperma spruceanum
- Aspidosperma steyermarkii
- Aspidosperma subincanum
- Aspidosperma thomasii
- Aspidosperma tomentosum
- Aspidosperma triternatum
- Aspidosperma ulei
- Aspidosperma vargasii
- Aspidosperma verruculosum
- Aspidosperma williamii